# Талмуд эсер ха-сфирот
Талмуд эсер ха-сфирот (ивр. תלמוד עשר הספירות‎ — «учение о десяти сфирот») — книга по каббале, один из важнейших трудов рабби Йегуда Лейб Алеви Ашлага (Бааль-Сулам).

## Источник
«Талмуд Эсер ха-Сфирот» является продолжением каббалистического раскрытия действительности, начатым РАШБИ в книге Зоар, продолженным АРИ в его комментарии на книгу Зоар — «Эц хаим» (Древо жизни). «Талмуд Эсер ха-Сфирот» — это комментарий на книгу «Эц хаим», адаптирующий каббалу для восприятия нашим поколением.

## История написания книги
В 1926 году Бааль Сулам уехал в Лондон, где на протяжении двух лет работал над написанием комментария «Сияющий лик» на книгу АРИ «Древо жизни». Вернувшись в Иерусалим в 1928 году, он продолжил преподавать каббалу и писать, и в 1936 году издал свой монументальный труд — трактат под названием «Талмуд эсэр сфирот» (Учение Десяти Сфирот).
Десять сфирот — это внутренняя структура мироздания, определяющая всё его строение, включая духовный мир и наш мир, души и населяющие миров — всё сводится к системе десяти сфирот.
«Талмуд Эсер ха-Сфирот» включает в себя всё, что было создано каббалистами на протяжении истории учения каббалы.

## Задача книги
В первой части книги Бааль Сулам писал о задаче книги:
«В этом моем анализе я приложил усилия объяснить десять сфирот, как этому научил нас божественный мудрец Аризаль, — в соответствии с их духовной чистотой, свободной от каких бы то ни было осязаемых понятий, чтобы любой начинающий мог приступить к изучению науки каббала и не потерпеть неудач по причине материализации значений слов или других ошибок, так как понимание этих десяти сфирот откроет также возможность рассмотреть и узнать, как понимать остальные вопросы этой науки».
Книга предназначена для раскрытия, приобретения и усиления человеком во время учёбы своих внутренних систем анализа (шаблонов и матриц восприятия действительности) и для распознавания тонких впечатлений. Конечная цель учёбы, как и всей каббалы в целом, — это постижение гармоничного единства действительности и ощущение себя активной интегральной частью мироздания.

## Структура книги
«Талмуд Эсер ха-Сфирот» содержит свыше 2 000 страниц, состоит из 6 томов, и 16 частей. Части с 1-й по 4-ю состоят из глав или подразделов. В остальных частях, начиная с 5-й и далее, подразделов нет. Каждая часть включает в себя:

разворот книги «Талмуд Эсэр ха-Сфирот»(сверху текст АРИ, под ним комментарий Бааль Сулама)

- Основную часть — вверху страницы выделенный жирным шрифтом текст из книги АРИ «Эц хаим» («Древо жизни»)- ниже, под ним располагается комментарий Бааль Сулама написанный обычным шрифтом.
- Внутреннее созерцание.
- Смысл слов, вопросы и ответы.
- Смысл понятий, вопросы и ответы.

Эта книга — академический учебник, который разбит на части по темам. В каждой части излагается:
- сам материал,
- комментарий на него,
- затем идет «внутреннее созерцание» — это вольное изложение того, что содержится в данной части,
- затем — вопросы о смысле слов и понятий (вопросы о действиях и их смысл).

Книга составлена по канонам академического учебника, всё изложено по четкой системе: изучение материала, повторение материала, список контрольных вопросов и ответов для самопроверки, словарь определений слов и основных понятий, алфавитный указатель и сноски на литературные источники.
Содержание учебника «Талмуд Эсер ха-Сфирот» («Учение о Десяти Сфирот»):
- 1 часть — 4 стадии прямого света (развитие Творения, ощущающей части), ЦА (цимцум алеф), мир Бесконечности, линия получения.
- 2 часть — строение парцуфа, келим (сосудов) игулим и келим де-ёшер.
- 3 часть — миры АБЕА (Ацилут, Брия, Йецира, Асия) их элементы и связи.
- 4 часть — детали творения (виды света и келим/сосудов).
- 5 часть — вход света в кли и выход из него.
- 6 часть — мир Некудим.
- 7 часть — Швират ха-келим (разбиение сосудов).
- 8 часть — мир Ацилут.
- 9 часть — сочетание сфирот.
- 10 часть — ибур (зарождение души).
- 11 часть — света и келим в состоянии ибур.
- 12 часть — рождение и вскармливание.
- 13 часть — дикна — управление низшими.
- 14 часть — гадлут (большое состояние).
- 15 часть — малхут.
- 16 часть — миры Брия, Ецира, Асия и Адам а-Ришон.

## Язык книги
Книга написана на языке ветвей[уточнить], прямо указывающем на духовные объекты, их связи и взаимодействия.